# Berlinale Talents
Berlinale Talents (ehemals Berlinale Talent Campus) ist das Talentförderprogramm der Internationalen Filmfestspiele Berlin (Berlinale). Als jährliches Zusammentreffen und Vernetzungsplattform für 200 Kreativschaffende aus den Bereichen Film und Serie finden die Veranstaltungen jeweils im Februar in den drei Spielstätten des HAU (Hebbel am Ufer) in Berlin-Kreuzberg statt.
Gegründet wurde die Initiative im Jahr 2003 unter dem Namen Berlinale Talent Campus, nachdem Berlinale-Direktor Dieter Kosslick beim „Vision Day“ sein Vorhaben angekündigt hatte, dem internationalen Filmnachwuchs eine Plattform auf der Berlinale zu schaffen. Seit dem 1. Oktober 2013 wird die Initiative unter dem neuen Namen Berlinale Talents fortgeführt.
Mit öffentlichen Vorträgen, disziplinspezifischen Workshops, Talents Labs zur Projektentwicklung und Networking-Events ist Berlinale Talents zu einem bedeutenden Forum für Filmschaffende und Filmliebhaber geworden. Das Zusammenspiel und die Vernetzung der verschiedenen Filmdisziplinen war von Anfang an das wichtigste Merkmal von Berlinale Talents. Die Initiative betrachtet jede der 13 kreativen Disziplinen, die sie abdeckt, als gleichwertig in ihrem Beitrag zum Filmschaffen.
Die Veranstaltung wird gefördert von der Beauftragten der Bundesregierung für Kultur und Medien, dem Programm Creative Europe MEDIA der Europäischen Union und dem Medienboard Berlin-Brandenburg sowie dem Auswärtigen Amt und dem Goethe-Institut, die sie seit ihrer Gründung unterstützen. Die Organisation wird von einem Projektteam unter Christine Tröstrum und Florian Weghorn geleitet.
Im Jahr 2022 feierte Berlinale Talents seine 20. Ausgabe und besteht aus einer Alumni-Gemeinschaft von über 9.000 Personen und sieben Talents-International-Initiativen in aller Welt.
Im Oktober 2022 wurde bekannt gegeben, dass Berlinale Talents von nun an, zusammen mit dem European Film Market, dem Berlinale Co-Production Market und dem World Cinema Fund, unter dem Label Berlinale Pro* gebündelt wird. Die einzelnen Bereiche und Profile bleiben jedoch erhalten. Der entsprechende Slogan spiegelt den Zweck dieser Veranstaltungen wider: „Where Cinema Culture and Industry Meet“. Bestätigt wurde auch, dass die Berlinale und Berlinale Talents im Jahr 2023 wieder persönlich vor Ort stattfinden werden.

## Bisherige Themen
- 2003: „You Always Remember the First Time“
- 2004: „Let’s Get Passionate About Film!“
- 2005: „Designing Your Future“
- 2006: „At the Cutting Edge of Making Movies“
- 2007: „Home Affairs – Privacy, Films and Politics“
- 2008: „Screening Emotions – Cinemas Finest Asset“
- 2009: „Suddenly it all happened – the turning point in close-up“
- 2010: „Cinema Needs Talent: Looking for the Right People“
- 2011: „Framespotting – Filmmakers Positioning Themselves“
- 2012: „Changing Perspectives“
- 2013: „Some Like It Hot – Filmmakers as Entertainers“
- 2014: „Ready to play? – Breaking the Rules“
- 2015: „2015: A Space Discovery“
- 2016: „The Nature of Relations“
- 2017: „Courage: Against All Odds“
- 2018: „Secrets“
- 2019: „Mistakes – How to Fail Better“
- 2020: „Collectives“
- 2021: „Dreams“
- 2022: „Labours of Cinema“
- 2023: „You Must Be Joking – Humour in Serious Times“
- 2024: „Common Tongues – Speaking Out in the Language of Cinema“
- 2025: „Listen Courageously – Cinematic Narratives in Times of Dissonance“

## Teilnehmende
Jedes Jahr bewerben sich bis zu 3.000 Filmschaffende aus rund 130 Ländern. Ein international besetztes Komitee wählt 200 herausragende Talente aus, die nach Berlin eingeladen werden. Die Teilnehmenden befinden sich in den ersten zehn Jahren ihrer Karriere und werden von Berlinale Talents dabei unterstützt, sich in der Filmindustrie zu positionieren: Sie können mit Experten und renommierten Filmemachern Innovationen und Trends der Filmbranche diskutieren, eigene Projekte in den Projektlabor-Programmen weiterentwickeln und einer ausgewählten Festivalöffentlichkeit präsentieren.
Die Alumni-Community der Berlinale Talents zählt mittlerweile über 9.000 Teilnehmer, deren Profile auf der Website zu finden sind. Zusätzlich verfolgt das Programm die Arbeit seiner Alumni und dokumentiert in Form von Listen deren Präsenz auf Festivals, Preisverleihungen, bis hin zu Interviews der Alumni zu aktuellen Filmprojekten, die sich beispielsweise mit relevanten Themen wie Nachhaltigkeit und Klimawandel beschäftigen. Informationen werden regelmäßig im Alumni-Netzwerk auf den aktuellen Stand gebracht.

## Das Programm
Berlinale Talents besteht aus einem Gipfeltreffen (Summit), Projektlaboren (Project labs), Studioprogrammen (Studios) und einem Programm für Filmkritiker (Talent Press). Die Teilnehmenden können aus bis zu 35 Einzelveranstaltungen und Angeboten auswählen, von denen viele der Öffentlichkeit zugänglich sind.

### Summit
Berlinale-Stars und Persönlichkeiten der Filmindustrie verschiedener Disziplinen tauschen sich hier in interaktiven Panel-Diskussionen und Masterclass-Veranstaltungen mit den Talenten aus, geben Einblick in ihre Arbeit und diskutieren neue Entwicklungen und Trends der Filmbranche. Rund 15 Sessions widmen sich einem jährlich wechselnden Thema in unterschiedlichen Formaten und Konstellationen: In den „Grand Format“-Sessions im Haupttheater (HAU1) geben renommierte Experten Einblicke in ihre Arbeit. In den mittelgroßen „Atelier“-Sitzungen in HAU2 und HAU3 sind erfahrene Filmemacher und das Publikum zum Dialog eingeladen.

### Project Labs
- Das Talent Project Market (für Produzenten und Regisseure) bietet den Teilnehmenden die Chance, ihre Filmprojekte auf dem Berlinale Co-Production Market vorzustellen und in Kontakt mit Produzenten, Finanziers, Verleihern und Weltvertrieben zu treten. Dabei bewerben sich die zehn ausgewählten Projekte außerdem für den VFF Talent Highlight Award, von denen drei auf dem Berlinale Co-Production Market vor Branchengästen präsentiert werden. Der oder die Gewinnerin erhält 10.000 Euro und die beiden Zweitplatzierten jeweils 1.000 Euro.[6]
- In der Script Station arbeiten Talente unter der Anleitung von renommierten Beratern an ihren Drehbüchern. Die Teilnehmer nehmen an einem intensiven Projektentwicklungstag teil und bekommen die Möglichkeit, mit Unterstützung ihren Mentoren ihre Projekte den anderen Teilnehmern und Fachleuten aus der Branche auf dem European Film Market zu präsentieren.
- Die Doc Station bietet Dokumentarfilmemachern die Möglichkeit, ihre Arbeit an einem bestimmten Projekt voranzubringen und unter Anleitung von professionellen Mentoren aus dem Genre zu optimieren. Mit der Unterstützung ihrer Mentoren haben die Teilnehmer die Möglichkeit, ihre Projekte auf dem European Film Market den anderen Teilnehmern und Fachleuten der Branche vorzustellen.
- In der Short Film Station wird den Talenten eine Plattform geboten, ihr aktuelles Kurzfilmprojekt zu entwickeln und potentielle Partner zur Realisierung zu treffen. Mit der Unterstützung der Mentoren haben die Teilnehmer die Möglichkeit, ihre Projekte auf dem European Film Market den anderen Teilnehmern und Fachleuten aus der Branche zu präsentieren.[7]

### Studios
- Das Camera Studio (ehemals Post Production Studio) vermittelt Talenten u. a. in den Bereichen Einspielung, Farbkorrektur, Schnitt und Audio-Mastering den neuesten Stand digitaler Technik.
- Für das Editing Studio können sich Filmeditoren und Regisseure mit der Rohschnittfassung ihres Films bewerben. Experten helfen bei der dramaturgischen Optimierung.
- Das Sound Studio bietet den Teilnehmern Austausch mit renommierten Sounddesignern und Filmkomponisten, und konzentriert sich darüber hinaus auch auf die interdisziplinäre Zusammenarbeit mit Regisseuren, Autoren oder Produzenten.
- Im Production Design Studio verfeinern die Teilnehmer ihre Fähigkeiten, reale und virtuelle Räume zu kreieren, um die Inhalte in das richtige Ambiente einzubetten.
- Das Market Studio (ehemals Distribution Studio) ermöglicht talentierten Verleihern und Produzenten den Austausch mit renommierten Verleihern, Händlern, Publizisten und Publikumsentwicklern und greift zudem auf das Angebot des European Film Market EFM zurück.
- Das Acting Studio bietet Schauspielern eine große Bandbreite unterschiedlicher Trainingsmöglichkeiten in den Bereichen Schauspieltechnik, Dialogarbeit, Casting und Camera Acting. Ein wesentlicher Fokus liegt auf der interdisziplinären Zusammenarbeit mit Regisseuren, Produzenten, Drehbuchautoren und Kameraleuten.

### Talent Press
Talent Press ist ein Workshop-Programm für junge Filmjournalisten. Begleitet von erfahrenen Tutoren schreiben die Teilnehmer täglich Artikel zu Festivalfilmen und ihren Eindrücken von Berlinale Talents Veranstaltungen, die auf den Webseiten von FIPRESCI und Goethe-Institut veröffentlicht werden.

## Talents Footprints Mastercard Förderprogramm
Das Talents Footprints Mastercard Enablement Programme bietet drei ausgewählten Stipendiaten Mentoring, finanzielle Unterstützung und öffentliche Aufmerksamkeit für ihre filmbezogenen Initiativen, Netzwerke oder Plattformen, die einen nachhaltigen und positiven Beitrag zu ihren lokalen Gemeinschaften leisten.
Das Programm ist zugänglich für Berlinale Talents Alumni, welche sich mit einer filmbezogenen sozialen Initiative bewerben, welche innovative und wirkungsvolle Lösungen in einem der folgenden vier Schlüsselbereiche enthält: Gleichberechtigung der Geschlechter und Diversität; Qualität von Bildung und Arbeit; Frieden, Gerechtigkeit und Verständigung; Umweltbewusstsein und Klimaschutz, z. B. eine Interessengruppe mit filmbezogenen sozialen Zielen, eine Bildungseinrichtung, ein kommunales Filmzentrum, ein Festival oder eine Verleihplattform oder eine Umweltinitiative. Ausgewählte Stipendiate erhalten eine finanzielle Unterstützung in Höhe von 5.000 Euro für projektbezogene Investitionen und praktische Unterstützungsmaßnahmen sowie einen gleichwertigen Betrag für eine persönliche Betreuung.

## „Kompagnon“-Förderpreis
Berlinale Talents und Perspektive Deutsches Kino vergaben gemeinsam im Jahr 2017 zum ersten Mal den „Kompagnon“-Förderpreis. Mit der Auszeichnung sollen jährlich zwei in Deutschland lebende Regisseure und Drehbuchautoren künstlerisch gefördert und in ihrer beruflichen Entwicklung begleitet werden.
Teilnahmeberechtigt sind Regisseure und Drehbuchautoren eines Kurz- oder Langfilms aus dem jeweils letzten Jahrgang der Perspektive Deutsches Kino sowie dauerhaft in Deutschland lebende Teilnehmende der „Script Station“, „Doc Station“ oder „Short Film Station“ der aktuellen Edition von Berlinale Talents. Neben einem Stipendium von 5000 Euro (2500 Euro für Kurzfilme) zur unabhängigen Drehbuch- bzw. Projektentwicklung bietet der „Kompagnon“ ein Mentoren-Programm zur Stärkung der künstlerischen Handschrift, berufsbegleitende Coachings sowie die bessere Vernetzung mit der Branche.
Gewinner
- 2017: Nora Fingscheidt, Systemsprenger (System Crasher), Script Station 2017 & Levin Peter and Elsa Kremser, Der grüne Wellensittich, Perspektive Deutsches Kino
- 2018: Jide Tom Akinleminu, When a Farm Goes Aflame, the Flakes Fly Home to Bear the Tale, Doc Station 2018 & Julian Radlmaier, Blutsauger, Perspektive Deutsches Kino
- 2019: Ana-Felicia Scutelnicu, Transit Times, Script Station 2019 & Julian Pörksen, Be Continued, Perspektive Deutsches Kino
- 2020: Ian Purnell, Arctic Link, Doc Station 2020 & Hristiana Raykova, 111, Perspektive Deutsches Kino
- 2021: Jonas Matauschek, Wir waren Kumpel (Once We Were Pitmen), Doc Station 2021, & Eliza Petkova, Der Arbeiter (The Worker), Perspektive Deutsches Kino
- 2022: Payal Sethi, Kurinji, Script Station 2022 & Jonas Bak, She Makes and Unmakes, Perspektive Deutsches Kino.

## Internationale Talents-Initiativen
Berlinale Talents hat in den Jahren seines Bestehens internationale Resonanz erfahren und zu mehreren erfolgreichen Auslandsinitiativen geführt:
Die internationalen Talents-Ausgaben, Talents Beirut im Libanon, Talents Buenos Aires in Argentinien, Talents Guadalajara in Mexiko, Talents Durban in Südafrika, Talents Sarajevo in Bosnien-Herzegowina und Talents Tokio in Japan orientieren sich an der vertrauten Struktur und Zielsetzung ihres deutschen Pendants, bewahren aber gleichzeitig eine regionale Perspektive und finden Unterstützung und die notwendigen Einrichtungen in einem internationalen Filmfestival oder einer Filmschule vor Ort. Die Initiativen von International Talents werden sowohl von lokalen Partnern als auch vom Goethe-Institut unterstützt. Zusätzlich finden International Talent Press Programme in Buenos Aires, Rio de Janeiro, Sarajevo, Durban und Guadalajara statt.

## Frühere Auszeichnungen

### Filmpreis der Robert Bosch Stiftung für internationale Zusammenarbeit
Der Filmpreis der Robert Bosch Stiftung war ein Wettbewerb und ein einjähriges Trainingsprogramm, das jungen Nachwuchstalenten aus Deutschland und dem Nahen Osten individuelle Workshops zur Realisierung eines gemeinsamen Filmprojekts bot. Pro Jahr wurden drei Preise vergeben, die jeweils mit bis zu 60.000 Euro ausgestattet waren.
Die letzte Ausgabe des Filmpreises der Robert Bosch Stiftung fand 2021 statt und wurde aufgrund der Coronavirus-Pandemie als Online-Trainingsprogramm durchgeführt. Acht deutsch-arabische Filmteams wurden nominiert und zu einer Reihe von Online-Trainings eingeladen, um ihre Projekte und ihre Dossiers weiterzuentwickeln. Jedes nominierte Team erhielt einen Entwicklungspreis in Höhe von 10.000 Euro. Zwei Teams wurden zusätzlich mit einem Best Pitch Award im Wert von jeweils 10.000 Euro ausgezeichnet. Die beiden erstplatzierten Teams wurden im Rahmen der Online-Veranstaltung Good Bye, Film Prize! am 3. März 2021 bekannt gegeben.
Gewinner
2013:
- Kurzfilm – Ave Maria | Regie: Basil Khalil (Palästina), Produzenten: Eric Dupont, Eric Fantone (Frankreich), Helge Albers (Deutschland)
- Kurzfilm – Free Range | Regie: Bassem Breish (Libanon), Produzenten: Jacques Colman (Deutschland), Katia Saleh (Libanon)
- Dokumentarfilm – Gaza Surf Club | Regie: Philip Gnadt (Deutschland), Produzenten: Michael Dupke (Deutschland), Stephanie Yamine (Ägypten)

2014:
- Kurzfilm –  Dry Hot Summers (Har .. Gaf .. Sayfan) | Regie: Sherif Elbendary (Ägypten), Produzenten: Claudia Jubeh (Deutschland), Hossam Elouan (Ägypten)
- Dokumentarfilm – Possessed by Djinn | Regie: Dalia Al-Kury (Jordanien), Produzenten: Lino Rettinger (Deutschland), Dalia Al-Kury (Jordanien)
- Animation – Manivelle - Last Days of the Man of Tomorrow | Regie: Fadi Baki (Libanon), Produzenten: Niklas Hlawatsch (Deutschland), Bernadette Klausberger (Deutschland), Jinane Dagher (Libanon), Sabine Sidawi (Libanon)

2015:
- Kurzfilm – The Parrot | Regie: Amjad Al Rasheed, Darin Sallam (Jordanien), Produzenten: Roman Roitman (Deutschland), Deema Azar (Jordanien)
- Dokumentarfilm – Amal | Regie: Mohamed Siam (Ägypten), Produzenten: Myriam Sassine (Libanon), Mohamed Siam (Ägypten), Co-Produzenten: Arnaud Dommerc (Frankreich), Sara Bökemeyer (Deutschland), Patricia Drati (Dänemark), Ingrid Lill Høgtun (Norwegen)

2016:
- Kurzfilm – Tshweesh | Regie: Feyrouz Serhal (Libanon), Produzenten: Stefan Gierenr (Deutschland), Lara Abou Saifan (Libanon), Felipe Lage Coro (Spanien)
- Dokumentarfilm – Miguel’s War | Regie: Eliane Raheb (Libanon), Produzentinnen: Eliane Raheb (Libanon), Margot Haiböck, Lissi Muschol (Deutschland)
- Animation – Four Acts for Syria | Regie: Waref Abu Quba, Kevork Mourad (Syrien), Produzenten: Eva Illmer (Deutschland), Waref Abu Quba (Syrien)

2017:
- Kurzfilm – Fakh / The Trap | Regie: Nada Riyadh (Ägypten), Produzentinnen: Ayman El Amir (Ägypten), Eva Schellenbeck (Deutschland)
- Dokumentarfilm – Behind Closed Doors | Regie: Yakout Elhababi (Morocco), Produzentinnen: Karoline Henkel (Deutschland), Hind Saih (Marokko)
- Animation – Night | Regie: Ahmad Saleh (Jordanien), Produzentinnen: Jessica Neubauer (Deutschland), Saleh Saleh (Jordanien)

2018:
- Kurzfilm – Maradona’s Legs | Regie: Firas Khoury (Palästina), Produzent: Zorana Musikic (Deutschland), May Odeh (Palästina)
- Dokumentarfilm – Purple Sea | Regie: Amel Alzakout, Khaled Abdulwahed (Syrien), Produzentinnen: Ines Meier (Deutschland), Khaled Abdulwahed (Syrien)
- Animation – How My Grandmother Became a Chair | Regie: Nicolas Fattouh (Libanon), Produczenten: Fabian Driehorst (Deutschland), Nermine Haddad (Libanon)

2019:
- Kurzfilm – Homeless Hearts | Regie: Mohamed Sabbah (Libanon), Produzenten: Bastian Klügel (Deutschland), Ghina El-Hachem (Libanon)
- Dokumentarfilm – Do You Love Me | Regie: Lana Daher (Libanon), Produzenten: Jasper Mielke (Deutschland), Lana Daher (Libanon)
- Dokumentarfilm – Abo Zabaal 1989 | Regie: Bassam Mortada (Ägypten), Produzentinnen: Anna Bolster (Deutschland), Kesmat Elsayed (Ägypten)

2020:
- Dokumentarfilm – Big Boys Don’t Cry | Regie: Muhammad Mustapha (Ägypten), Produzent: Philipp Maurice Raube (Deutschland), Co-Produzentin: Hala Lotfy (Ägypten)
- Kurzfilm – Inana | Regie: Ragda Alazizi (Syrien), Produzent: Philipp Döring (Deutschland), Co-Produzentin: Ragda Alazizi (Syrien)
- Animation – Traitors of the Eyes | Regie: Abdelrahman Dnewar (Ägypten), Saad Dnewar (Ägypten), Produzent: Georg Neubert (Germany), Co-Produzent: Saad Dnewar (Ägypten)

2021:
- Best Pitch – Dokumentarfilm – The Missing Planet | Deutschland/Ägypten. Regie: Marouan Omara & Tom Rosenberg, Produzenten: Michael Henrichs & Mark Lotfy
- Best Pitch – Kurzfilm – Nobody Wants the Night | Deutschland/Libanon. Regie: Remi Itani, Produzentinnen: Janina Sara Hennemann, Aya Nabulsi

### Berlin Today Award
Der Berlin Today Award war ein internationaler Kurzfilmwettbewerb. Er stand allen aktuellen und ehemaligen Teilnehmenden des Berlinale Talent Campus offen. Für den Wettbewerb reichten die Filmemacher einen Projektvorschlag für einen Kurzfilm ein. Fünf Projekte wurden aus diesen ausgewählt und durch deutsche Produktionsfirmen und mit der Unterstützung des Medienboard Berlin-Brandenburg verwirklicht. Die Premiere der Filme fand bei der Eröffnung des jeweils nächsten Berlinale Talent Campus statt, wo zudem einer dieser Filme mit dem Berlin Today Award ausgezeichnet wurde. 2012 fand der letzte Berlin Today Award statt.
Gewinner
- 2004: Berlinbeirut (Regie: Myrna Maakaron), Best of the Wurst (Regie: Grace Lee) und Berlin Backstage (Regie: Stéphanie Chuat & Véronique Reymond)
- 2005: Alright Love (Regie: Samuli Valkama & Roman Sorger) und București–Berlin (Regie: Anca M. Lăzărescu & Cristian Mungiu)
- 2006: BerlinBall (Regie: Anna Azevedo)
- 2007: Wasserschlacht – The Great Border Battle (Regie: Katarzyna Klimkiewicz & Andrew Friedman)
- 2008: Match Factor mit Anneke Kim Sarnau, Navíd Akhavan und Sebastian Schwarz (Regie: Maheen Zia)
- 2010: Jonah and the vicarious nature of homesickness mit Jens Winter (Regie: Bryn Chainey)
- 2009: Wagah (Regie: Supriyo Sen)
- 2011: Hackney Lullabies (Regie: Kyoko Miyake)
- 2012: Batman and the Checkpoint (Regie: Rafael Balulu)

### Score Competition
- 2004: Tom Third
- 2005: Ognjan Milosevic
- 2006: Alasdair Reid
- 2007: Ilja Coric
- 2008: Conrad Oleak
- 2009: Atanas Valkov
- 2010: Camilo Sanabria
- 2011: Felix Rösch
- 2012: Christoph Fleischmann

### Garage Studio
(seit 2009 nicht mehr im Programm)
2008
- E.D.D.I. (Drehbuch u. Regie: Victoria Hayford)
- The String Puppet (Drehbuch u. Regie: Alexander Frank)
- It Could Happen To You (Drehbuch u. Regie: Juliane Block)
- On Time (Drehbuch: David Bradley Halls, Regie: Ted Chung)

2007
- Resigned (Drehbuch u. Regie: Tamara Maloney)
- One of These Days (Drehbuch u. Regie: Sadaf Ahmadi)
- Click-Clack-Clack (Drehbuch u. Regie: Amira Lopez)
- The Discreet Charms of the Refugee (Drehbuch u. Regie: Colm Quinn)

### Talent Movie of the Week
(seit 2007 nicht mehr im Programm)
- 2003: Dangle (Regie: Phil Traill)
- 2004: Funeral Etiquette (Regie: Martin Romanella)
- 2005: Cataract mit Andreas Schmidt und Sesede Terziyan (Regie: Sainath Choudhury)
- 2006: High Maintenance (Regie: Philipp Van)

## Zitate
„Das ist eine der wichtigsten Initiativen für die Zukunft der Berlinale.“

„I feel privileged and extremely lucky to have had the opportunity to listen to such a varied and distinguished gathering of masters from Mike Leigh to Ken Adam and Walter Murch to Derek Malcolm.“